# Murgeoniscus anellii
Murgeoniscus anellii là một loài chân đều trong họ Trichoniscidae. Loài này được Arcangeli miêu tả khoa học năm 1938.